# 唐津市立浜崎小学校
唐津市立浜崎小学校（からつしりつ はまさきしょうがっこう）とは、佐賀県唐津市浜玉町浜崎にある市立の小学校。

## 概要
歴史
1875年（明治8年）に「霓林小学校」として創立。数回の改編・改称を経て、現校名になったのは2005年（平成17年）。2025年（令和7年）には創立150周年を迎える。
校章
中央に校名の頭文字である「浜」の文字を置いている。

校区
住所表記で「唐津市浜玉町」の後に「渕上、大江、浜崎、横田下、横田上、東山田、山瀬」が続く全域。中学校区は唐津市立浜玉中学校。
分校
「虹の松原分校」
- 所在地 - 〒849-5131 佐賀県唐津市浜玉町浜崎2137番地（北緯33度26分31.9秒 東経130度01分39.9秒 / 北緯33.442194度 東経130.027750度）

## 沿革
- 1875年（明治8年）4月 - 「霓林小学校」が創立。
- 1886年（明治19年）- 「第四区 高等霓林小学校」に改称。その後、「第八区霓林小学校」に改称。
- 1891年（明治24年）12月 - 「浜崎尋常高等小学校」に改称。
- 1893年（明治26年）11月 - 「霓林尋常高等小学校」に改称。
- 1903年（明治36年）4月 - 「浜崎尋常高等小学校」に改称。
- 1915年（大正4年）5月 - 講堂が完成。
- 1919年（大正8年）4月 - 浜崎実業補習学校を併設。
- 1935年（昭和10年）10月1日 - 横田尋常小学校を統合。
- 1941年（昭和16年）4月1日 - 国民学校令の施行により、「浜崎国民学校」に改称。尋常科を初等科に改める。（初等科6年・高等科2年・高等科特修科1年）
- 1947年（昭和22年）4月1日 - 学制改革が行われる。
  - 国民学校初等科は「浜崎町立浜崎小学校」に改組される。
  - 国民学校高等科は青年学校普通科と改組され、新制中学校「浜崎町立浜崎中学校[2]」が発足（当初小学校に併設）。
- 1949年（昭和24年）2月 - 中学校の独立校舎が完成し、併設を解消。
- 1955年（昭和30年）- 山瀬分校が2学級編成となる。
- 1956年（昭和31年）9月30日 - 町村合併により、「浜崎玉島町立浜崎小学校」に改称。
- 1957年（昭和32年）4月 - 校区改定に伴い、淵上地区・大江地区の児童が転入。
- 1958年（昭和33年）10月 - 完全給食を開始。
- 1959年（昭和34年）9月 - 運動場を拡張。
- 1963年（昭和38年）9月 - 校旗を制定。
- 1965年（昭和40年）12月 - 山瀨分校で完全給食を開始。
- 1966年（昭和41年）11月1日 - 町名変更により、「浜玉町立浜崎小学校」に改称。
- 1972年（昭和47年）
  - 1月 - 給食センターの完成により、配送方式を変更。
  - 12月 - プールが完成。
- 1975年（昭和50年）10月 - 創立100周年記念式典を挙行。
- 1979年（昭和54年）4月 - 鉄筋コンクリート造3階建て普通教室棟（21教室）が完成。
- 1980年（昭和55年）2月 - 鉄筋コンクリート造2階建て管理棟および体育館が完成。
- 1981年（昭和56年）3月 - 校門が完成。
- 1991年（平成3年）3月31日 - 山瀨分校を休校とする。
- 1995年（平成7年）3月31日 - 山瀨分校を廃止。

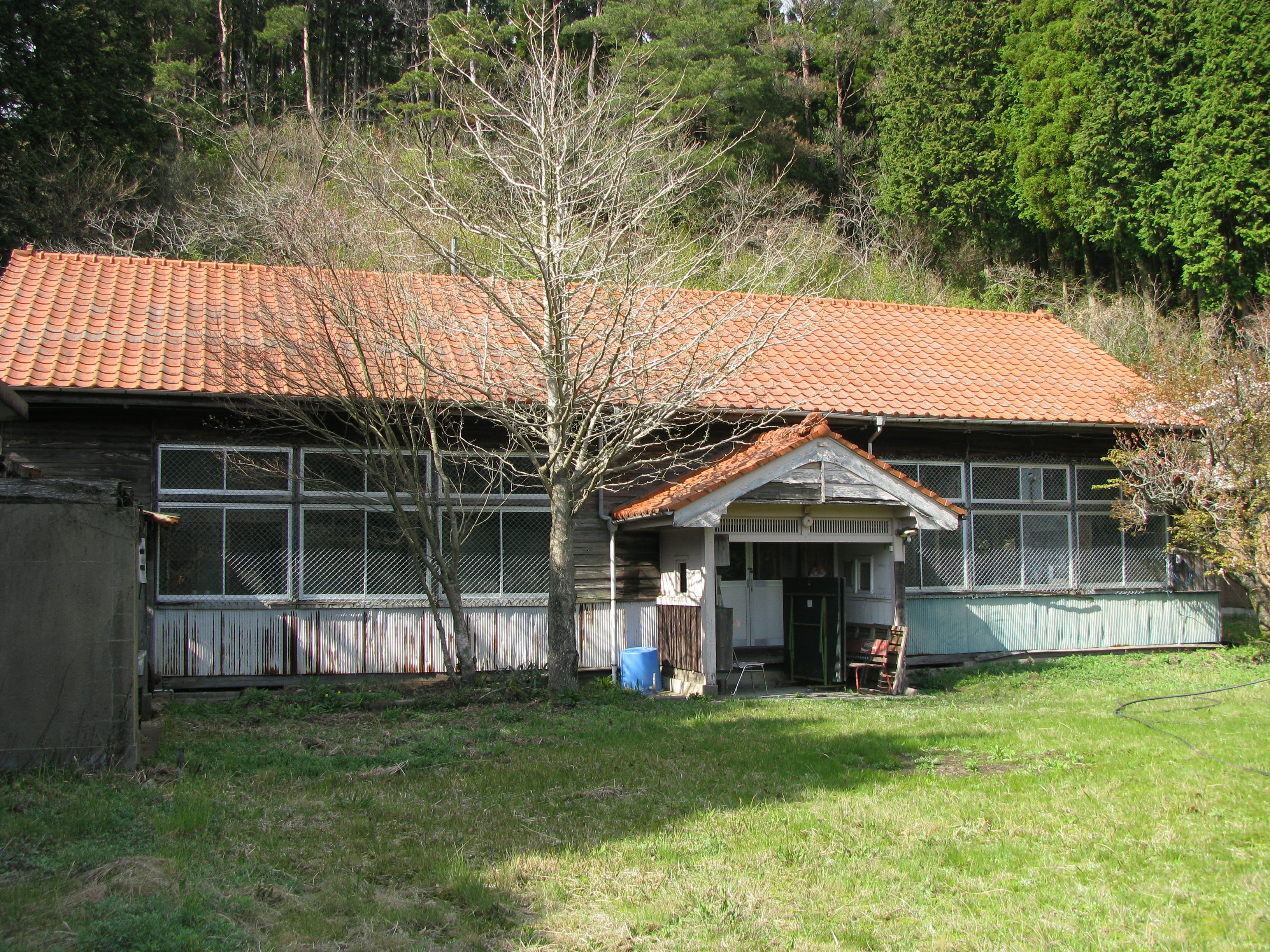
旧・山瀬分校

- 2005年（平成17年）1月1日 - 市町合併により、「唐津市立浜崎小学校」（現校名）に改称。
- 2007年（平成19年）4月1日 - 虹の松原分校を設置。
- 2010年（平成22年）9月 - 体育館の耐震化工事を実施。
- 2011年（平成23年）9月 - 校舎の耐震化工事を実施。
- 2023年（令和5年）3月 - 教科書センターが唐津市立佐志小学校に移設される。

## 交通
最寄りの鉄道駅
- JR九州 筑肥線「浜崎駅」

最寄りのバス停留所
- 昭和バス 「干居」停留所

最寄りの幹線道路
- 国道202号
- 西九州自動車道 「浜玉IC」

## 周辺
- 横田川

## 参考資料
- 「浜玉町史 下巻」（浜玉町史編集委員会 1994年（平成6年）3月発行）